# Rekowo (powiat stargardzki)
Rekowo (niem. Reckow) – wieś okolnica w województwie zachodniopomorskim, w powiecie stargardzkim, w gminie Kobylanka.
W latach 1975–1998 miejscowość należała administracyjnie do województwa szczecińskiego.

## Geografia
Wieś jest położona przy gminnej drodze łączącej Rekowo z przebiegającą 2 km na wschód drogą wojewódzką nr 120. Rekowo leży 4 km na południowy zachód od Kobylanki (siedziby gminy) i 15 km na zachód od Stargardu (siedziby powiatu). Najmniejsza i najstarsza wieś (nie licząc przysiółków i kolonii) w gminie Kobylanka. 

## Nazwa
Nazwa jest wzmiankowana po raz pierwszy w 1173 w formie Rekow. Ma pochodzenie słowiańskie. Co do jej charakteru wysunięto następujące hipotezy etymologiczne:
- nazwa dzierżawcza wyprowadzona od nazwy osobowej Rek przy pomocy formantu -owo,
- nazwa topograficzna wyprowadzona od pomorskiej nazwy pospolitej *rek „rak” przy pomocy formantu -owo[4].

Nazwa niemiecka jest adaptacją fonetyczną pierwotnej nazwy słowiańskiej.

## Historia
Wieś została około 1173–1176 roku przekazana przez Warcisława Świętoborzyca kasztelana szczecińskiego opactwu cystersów w Kołbaczu. Rekowo było jedną z sześciu wsi, które weszły w skład pierwszego uposażenia klasztoru. W pobliżu Rekowa kołbaccy cystersi założyli własne gospodarstwo, które jest wymieniane w zapisach z 1345 i 1355 roku. W inwentaryzacji przeprowadzonej po sekularyzacji dóbr cystersów z Kołbacza w 1541 roku, do domeny książęcej przeszła "wieś z 10 łanami oraz mały folwark". 
Do roku 1950 istniał we wsi kościół ryglowy z II połowy XVIII wieku. Zachował się natomiast mur kamienny, który niegdyś otaczał kościół i znajdujący się przy nim cmentarz. Kilka przedwojennych domów w Rekowie posiada ozdobne elewacje.
Węzeł znakowanych szlaków turystycznych:
- Szlak Rekowski
- Szlak im. Bolesława Czwójdzińskiego

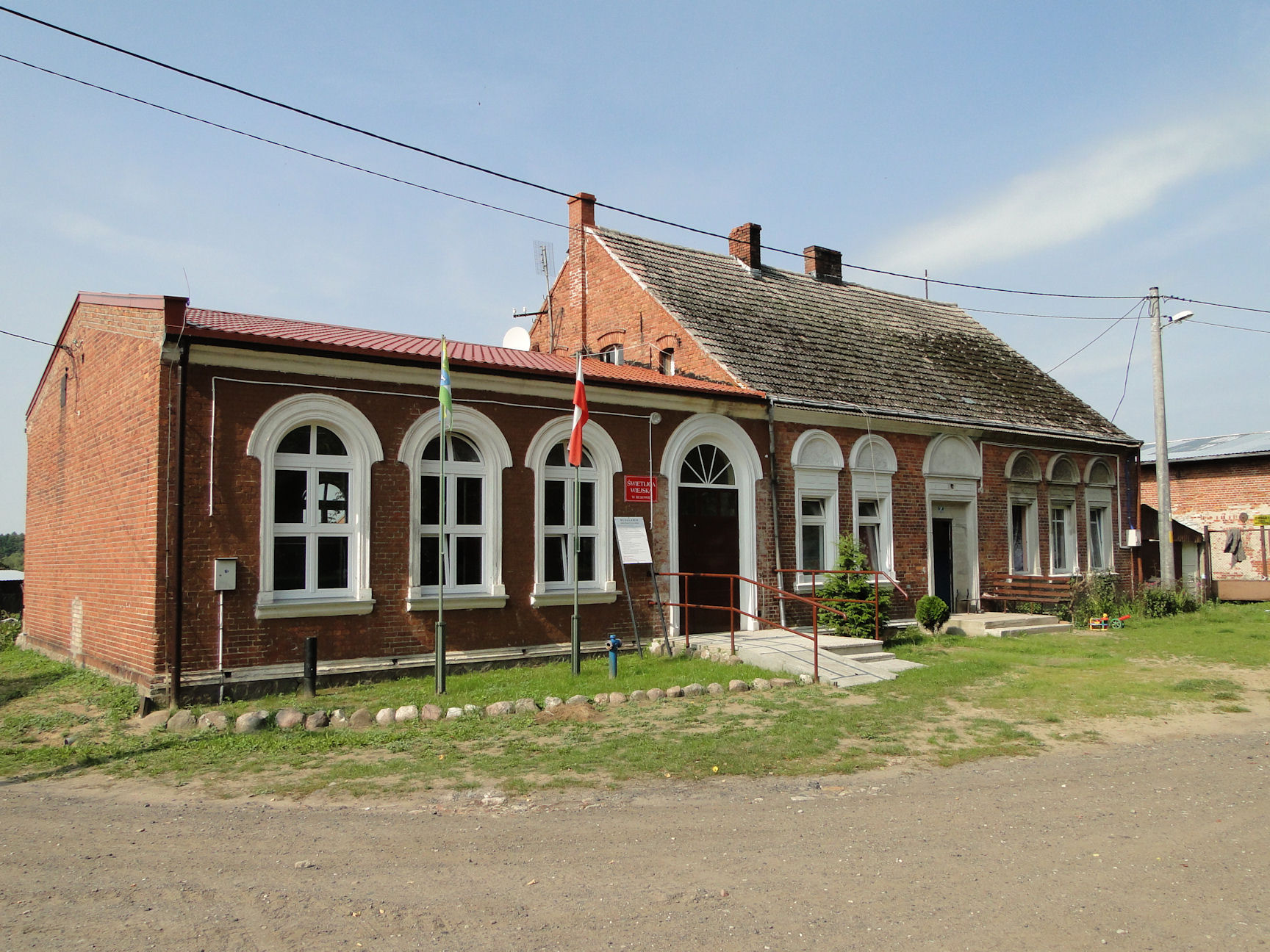
Ozdobne elewacje domów
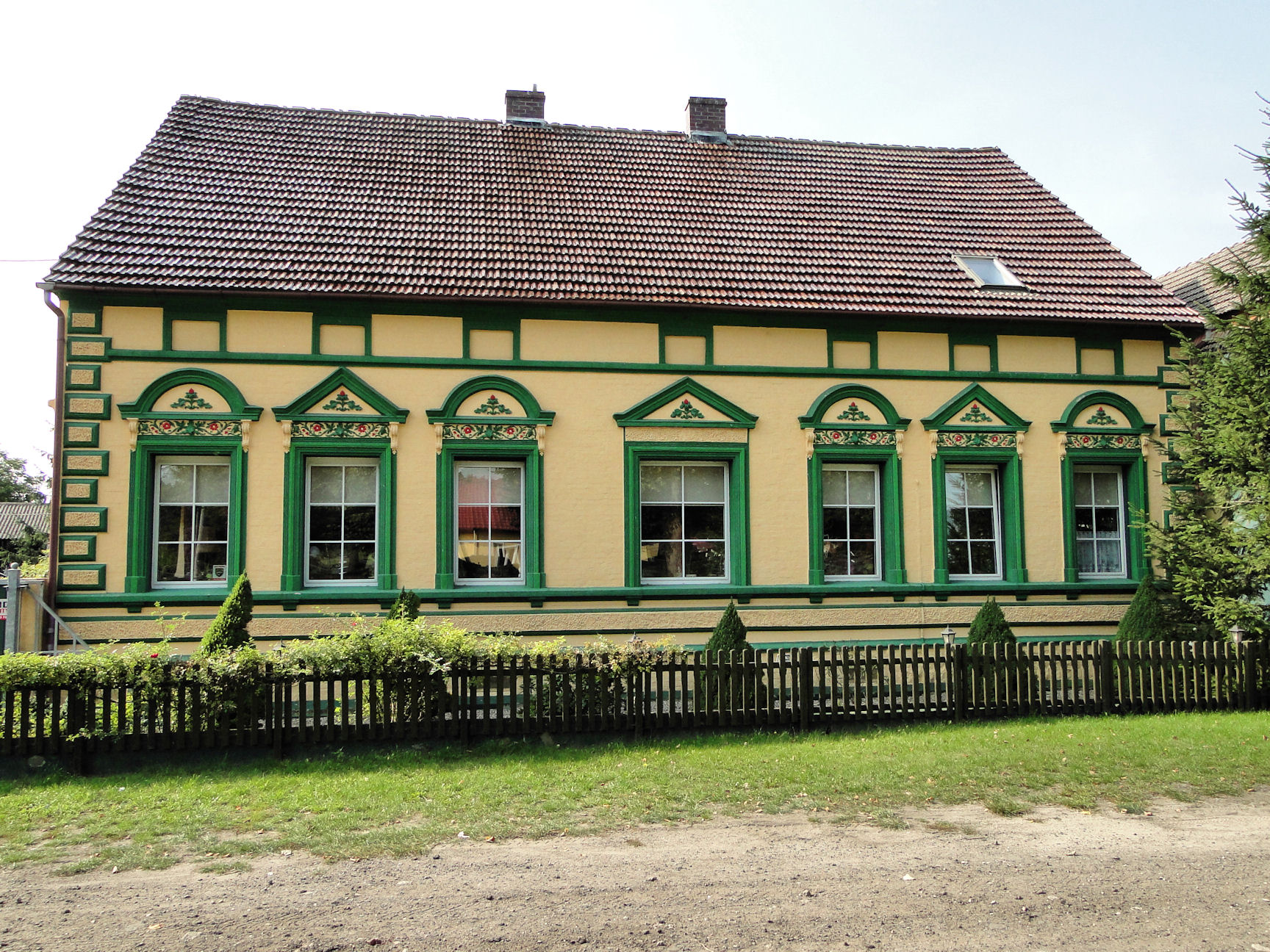
Ozdobne elewacje domów
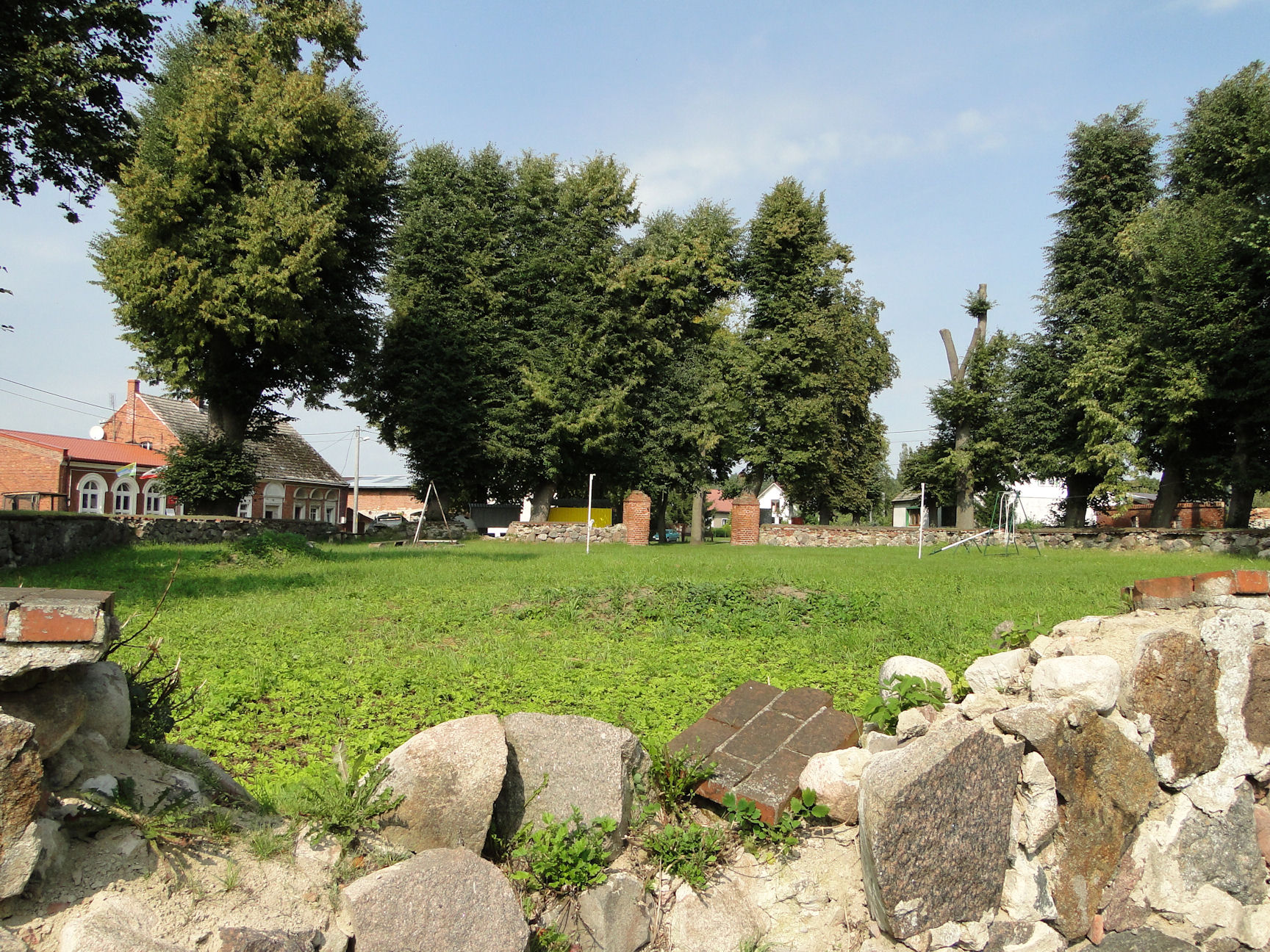
Centralny majdan, na którym niegdyś wznosił się kościół